# Feketefészkű szalangána
A feketefészkű szalangána (Aerodramus maximus) a madarak (Aves) osztályának sarlósfecske-alakúak (Apodiformes) rendjébe, ezen belül a  sarlósfecskefélék (Apodidae) családjába tartozó faj.

## Rendszerezése
A fajt Allan Octavian Hume angol ornitológus írta le 1878-ban, a Collocalia nembe Collocalia maxima néven.

## Alfajai
- Aerodramus maximus lowi (Sharpe, 1879)
- Aerodramus maximus maximus (Hume, 1878)
- Aerodramus maximus tichelmani (Stresemann, 1926)[2]

## Előfordulása
Délkelet-Ázsiában, Brunei, Indonézia, a Fülöp-szigetek, Malajzia, Mianmar, Szingapúr, Thaiföld és Vietnám területén honos. 
Természetes élőhelyei a szubtrópusi és trópusi síkvidéki és hegyi esőerdők, valamint barlangok. Állandó, nem vonuló faj.

## Megjelenése
Testhossza 14 centiméter, testtömege 28 gramm.

## Életmódja
Rovarokkal táplálkozik.

## Szaporodás
Telepekben fészkel.
|  |

## Természetvédelmi helyzete
Az elterjedési területe rendkívül nagy, egyedszáma viszont csökkenő, de még nem éri el a kritikus szintet. A Természetvédelmi Világszövetség Vörös listáján nem fenyegetett fajként szerepel.